# Kabaty-Wald
Koordinaten: 52° 6′ 58″ N, 21° 3′ 25,9″ O

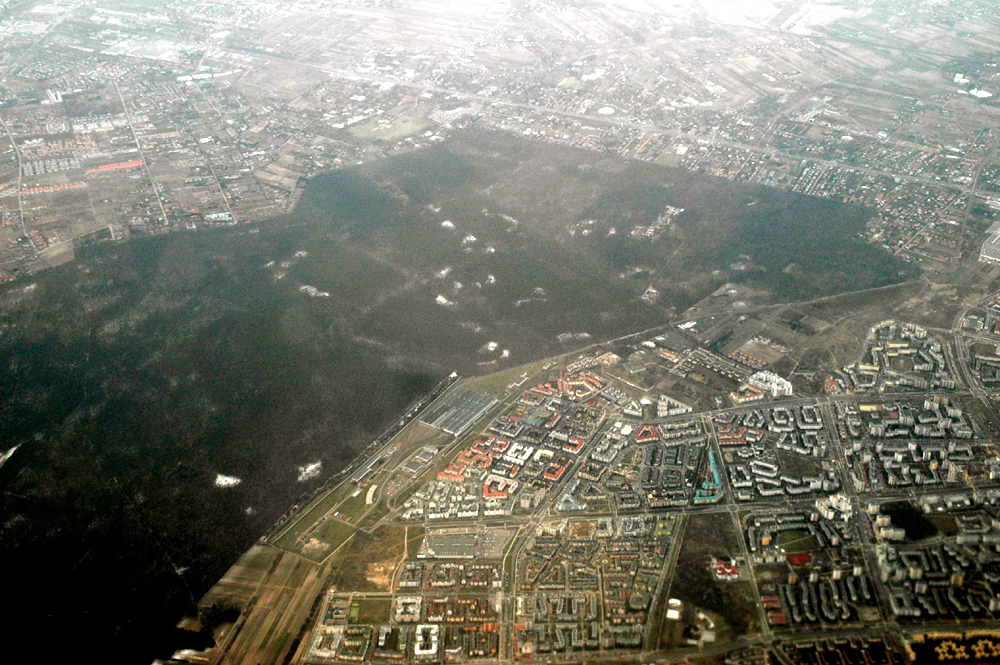
Luftaufnahme des Kabaty-Walds (aus Nordosten)

Der Kabaty-Wald (nicht korrekt auch: Kabacki-Wald, im polnischen Original Las Kabacki) liegt im südlichsten Stadtbezirk Ursynów der polnischen Hauptstadt Warschau.

## Namensursprung

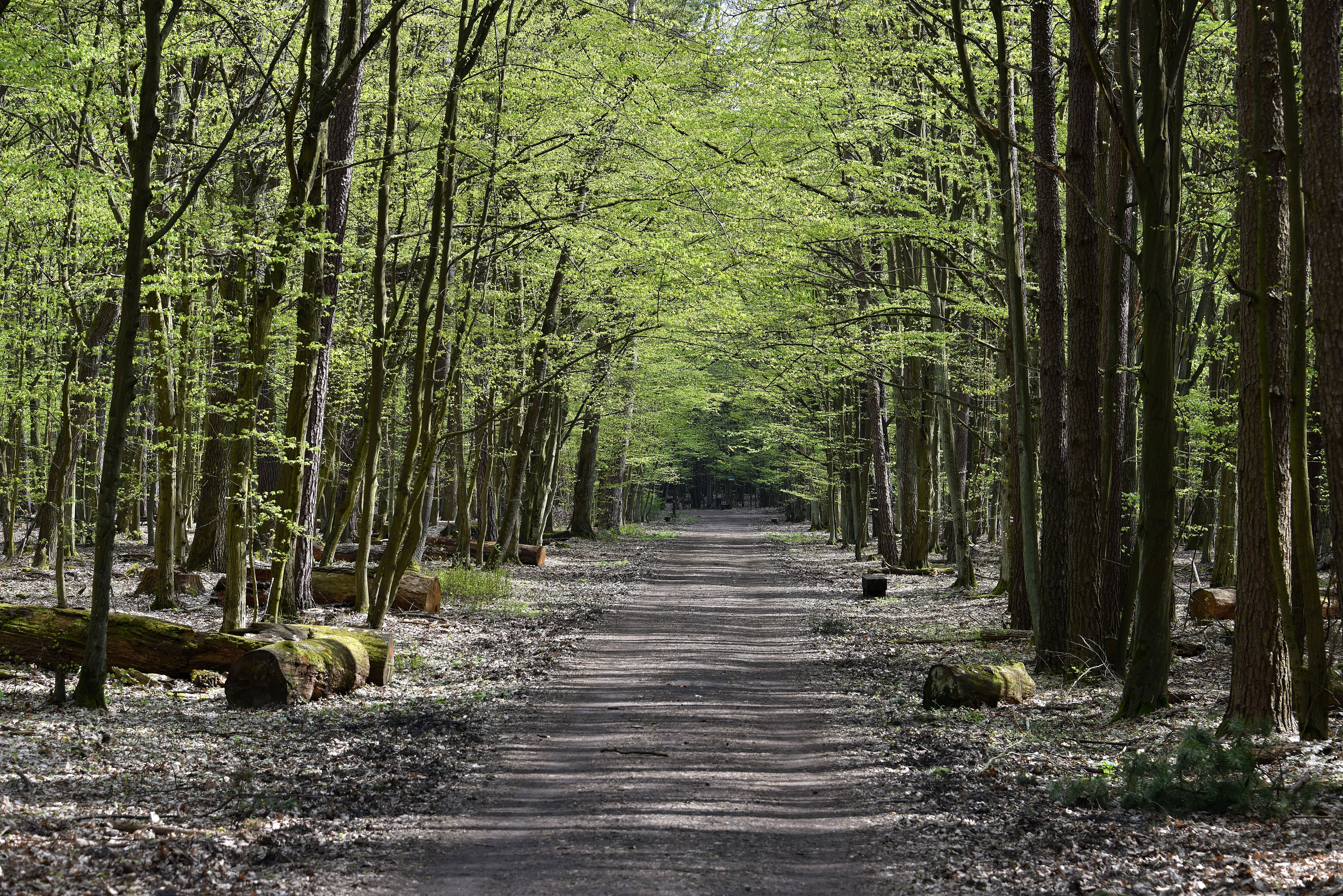
Wanderweg im Kabaty-Wald

Der vollständige Name lautet Rezerwat przyrody Las Kabacki im. Stefana Starzyńskiego (deutsch: „Stefan-Starzyński-Kabaty-Wald-Naturreservat“) nach dem früheren Warschauer Bürgermeister Stefan Starzyński. Das polnische Wort Kabacki ist das Adjektiv, das im Polnischen (im Gegensatz zum Deutschen) durch Adjektivierung des Ortsnamens Kabaty gebildet werden kann. Frei übersetzt würde Las Kabacki etwa „Kabatyscher Wald“ bedeuten.
Der Name Kabaty-Wald stammt von der früher eigenständigen Ortschaft Kabaty ab, die – urkundlich erstmals 1386 erwähnt – hier am malerischen linken Ufer der Weichsel lag. Sie  umfasste damals eine Fläche von etwa 70 Hektar. Kabaty wurde im 17. Jahrhundert, wie auch umliegende andere Ursynówer Siedlungen, während des Zweiten Nordischen Kriegs zerstört. In der Nähe der ehemaligen Ortschaft Kabaty befindet sich heute ein 1864 errichtetes Holzkreuz.

## Lage und Geschichte

Die Fläche des Naturreservats Kabaty-Wald im Stadtbezirk Ursynów

Der Kabaty-Wald liegt im Süden Warschaus heute zwischen zwei südlichen Ausfallstraßen, der Puławska im Westen des Parks und der Łukasz Drewny im Osten am linksseitigen Ufer der Weichsel. Nahe seinem westlichen Rand erinnert ein Denkmal an die 183 Absturzopfer der Kabaty-Wald-Katastrophe (poln. Katastrofa w Lesie Kabackim), eines im Jahr 1987 dort verunglückten polnischen Verkehrsflugzeugs.
In den 1930er Jahren wurde in dem Wald ein streng abgeschirmter Gebäudekomplex für den Generalstab der polnischen Streitkräfte errichtet. Anfang 1939 wurde dorthin die Deutschland-Abteilung des Chiffrierbüros (Biuro Szyfrów) verlegt, in dem die Kryptologen Marian Rejewski, Jerzy Rożycki und Henryk Zygalski an der Analyse der Chiffriermaschine Enigma arbeiteten. Dort fand kurz vor dem deutschen Überfall auf Polen, der den Zweiten Weltkrieg auslöste, das Treffen von Pyry der drei polnischen Experten mit französischen und britischen Kryptoanalytikern statt.